# Ūthiyūr
 (octobre 2021).
Uthiyur (tamoul : ஊதியூர்) est une petite ville du taluk de Kangeyam, dans le district de Tiruppur dans l'État du Tamil Nadu, dans le sud de l'Inde.
Située au pied des collines de Poṉṉūthi, cette ville sert d'attraction touristique pour son temple millénaire Uttaṇṭa Vēlāyudha Sāmy et la demeure de Koṅguṉa siddhar. C'est l'un des célèbres temples Murugan du Kongu Nadu.
La ville est située sur la State Highway 83A (Tamil Nadu) qui relie Erode et Palani (en). Elle est à 14 km de Kangeyam, 18 km de Dharapuram, 24 km de Vellakoil, 38 km de son siège de district Tiruppur et 60 km d'Erode,.